# Transgas (budova)
Budova Transgas (Centrální dispečink Transgas, původně Transgaz, též Plynárenské řídící centrum) dříve též Ústřední dispečink tranzitního plynovodu, a Federální ministerstvo paliv a energetiky byl komplex tří budov postavených v letech 1972 až 1978 v brutalistickém stylu, jejichž demolice započala v březnu 2019 a byla dokončena v roce 2020. Komplex stál na Vinohradské třídě, nedaleko sídla Českého rozhlasu v Praze 2 a jeho adresa byla Římská 325/5, Vinohradská 325/8. Zadní části objektu byly ohraničeny ulicemi Rubešova a Římská. V budovách sídlily také další organizace (Světová odborová federace a v posledním období také centrála a klientské centrum Všeobecné zdravotní pojišťovny).
Své pojmenování získala budova podle plynovodu Transgas, kvůli kterému tyto stavby vznikly. Autory tohoto komplexu byli Václav Aulický, Jiří Eisenreich, Ivo Loos, Jindřich Malátek ve spolupráci s Janem Fišerem, hlavním konstruktérem byl Jiří Kozák.

## Popis

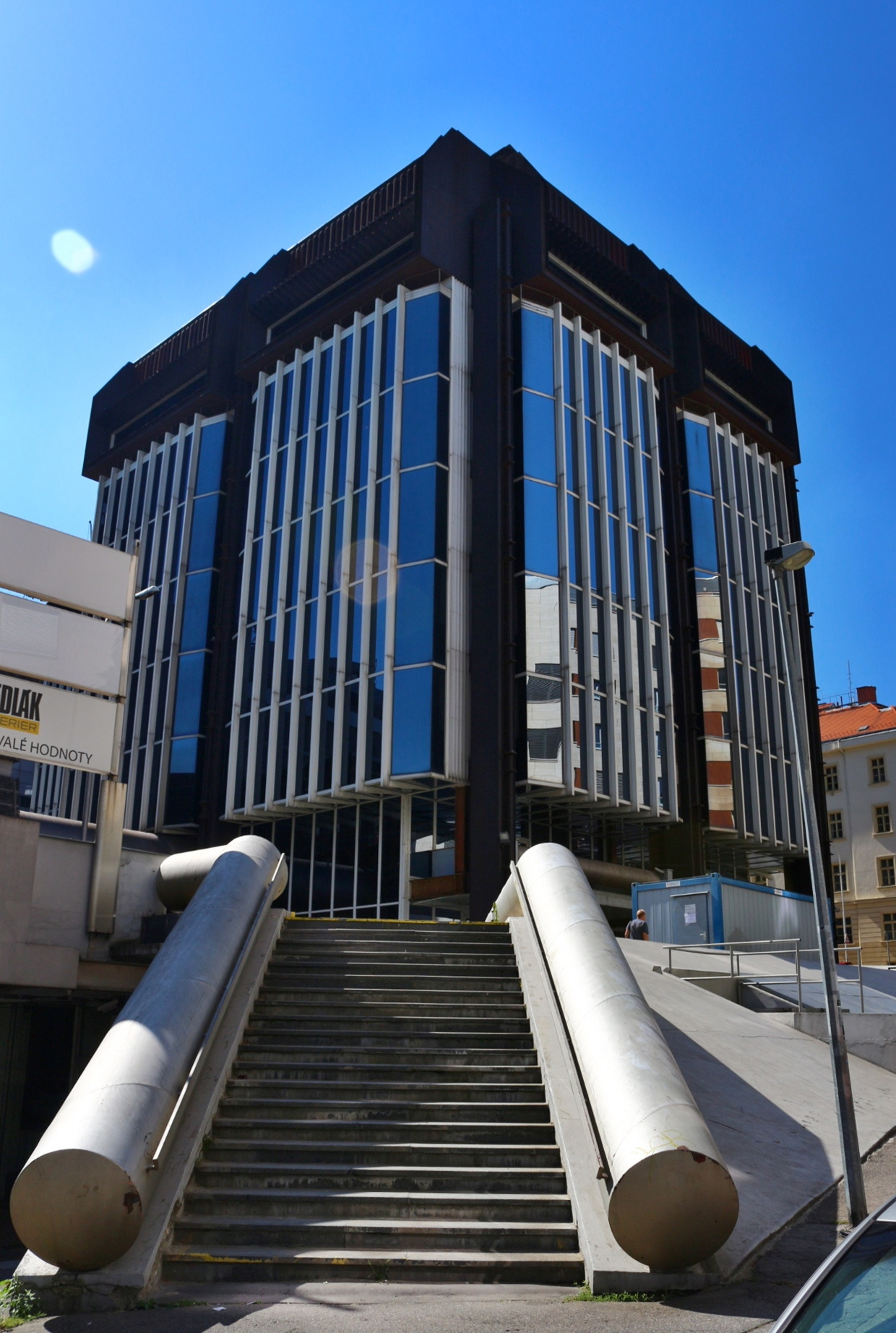
Hlavní budova Transgas

Celý areál byl kompozicí různých stavebních forem, jež sledují jejich různý účel využití. Komplex, sjednocující brutalistní pojetí hmot i prostoru, doplněné výrazně technicistními prvky, představuje jeden z nejradikálnějších a nejkvalitnějších projevů brutalismu v Česku, s rysy rané postmoderny a industriálního a high-tech stylu. Základem architektonického výrazu bylo použití samorezivějící oceli ATMOFIX na předsazené hlavní konstrukci a ukončující dvoupatrové "hlavice" obou věžových budov a v partii obchodů a uplatnění pohledového betonu v exteriéru i interiéru areálu. Charakteristické pro tuto stavbu bylo také například zábradlí z plynovodných trubek, podobně jako spojovací tunely všech tří budov. Byl spojením s dobovým architektonickým děním v Evropě. K dispozici měl 70 parkovacích míst.

### Dispečink

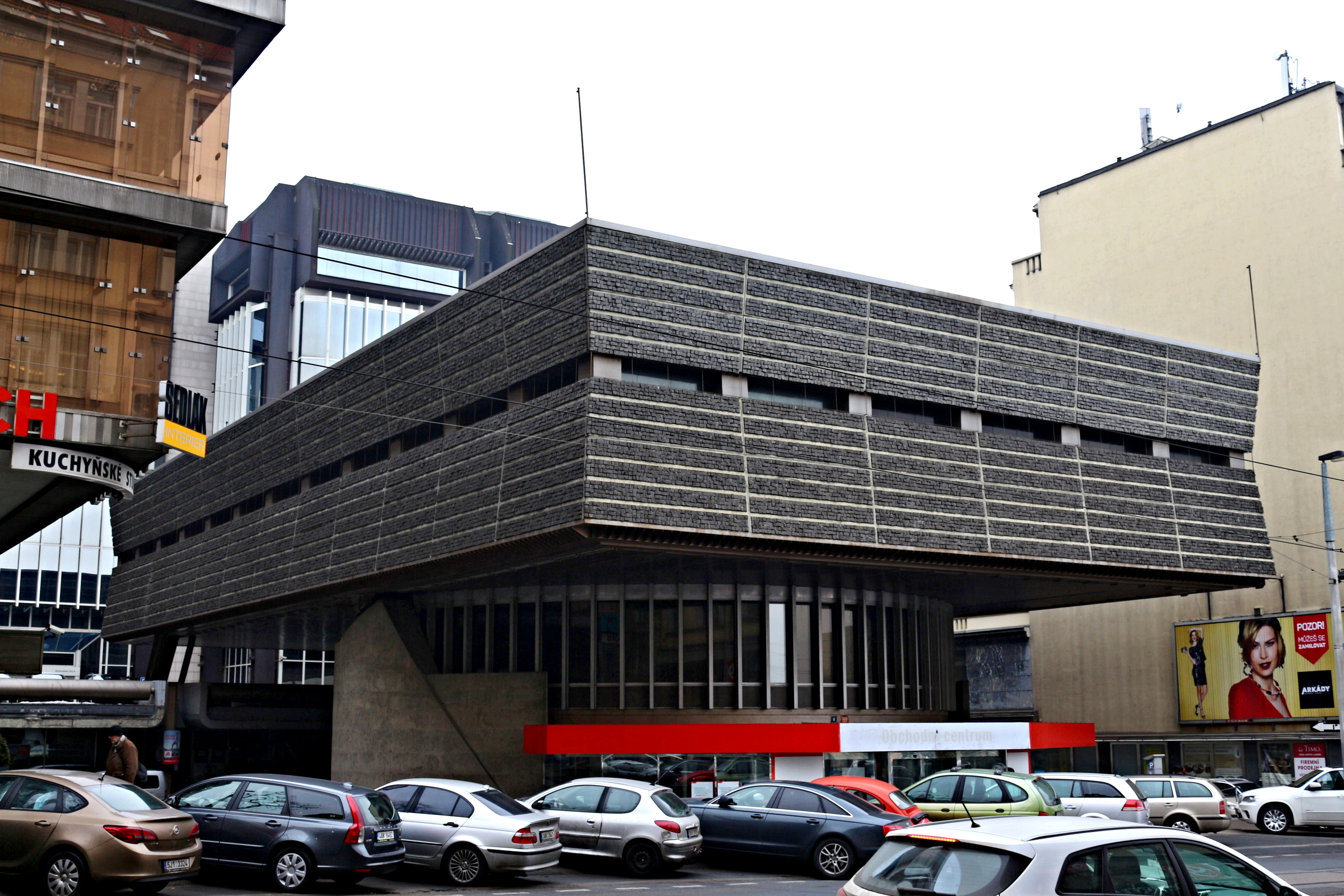
Budova dispečinku s izolačním opláštěním ze žulových dlažebních kostek

Dispečink byl postaven jako nejdůležitější budova komplexu, dokončena byl jako první z celého komplexu v roce 1974. Uvnitř se nacházely dva sálové počítače poháněné procesory General Electric PAC 4010, ty musely být komplikovaně odděleny od vibrací z Vinohradských železničních tunelů a okolního hluku. Kvádr má výšku 7,5, délku 48 a šířku 24 metrů. Má těžkou izolační fasádu, která je sestavena z 18 tisíc žulových dlažebních kostek.
Jiří Eisenreich o fasádě z dlažebních kostek:
| „ | Konstrukce umožnila dosáhnout dojmu letu a vznosnosti, pocitu adekvátnímu širokému rozvoji technického myšlení a stupni jeho schopnosti ovládnout hmotu. | “ |

### Věžové budovy
U ulic Římská a Rubešova se nacházely dvě administrativní devítipatrové věžové budovy, přibližně vychází z původních návrhů Loose a Malátka. Jejich výška je 33,75 metrů, byla regulována kvůli okolní zástavbě a především kvůli blízkému Národnímu muzeu. Pod nimi se nachází na rohu kašna navrhnutá Loosem a Janem Fišerem.

### Obchodní parter
Areál sjednocoval prosklený dvoupatrový obchodní parter nacházející se pod věžovými budovami i dispečinkem. Byl koncipován jako společenský prostor a pěší křižovatka.

## Historie

### Původní zástavba
Na místě pozdější stavby u Vinohradské třídy stály rozsáhlé činžovní domy ze 70. let 19. století (čp. 365, 325). Ty nechalo v roce 1939 zbořit Ministerstvo pošt a telegrafů, vznikla zde proluka. Další čtyři domy na ulicích Římská a Rubešova byly zbořeny v roce 1965, v souvislosti se záměrem postavit zde administrativní centrum Pražských plynáren.

### Původní architektonická soutěž
V roce 1966 vypsaly Plynárenské podniky urbanistickou a architektonickou soutěž na řešení svého budoucího sídla. Ceny získali Ivo Loos a Jindřich Malátek. Přišli s uzavřením bloku v ulici Římské a postavením tří věžových domů do Rubešovy, tím již reagovali na plány druhé etapy stavby Severojižní magistrály. Jejich plány se ale neuskutečnily.

### Nový záměr
V roce 1970 se Československo zavázalo ke stavbě 1030 km dlouhého plynovodu ze Sovětského svazu do zemí střední Evropy, přes své území. Byla to finančně a technicky náročná stavba, vyžadovala také telemetrickou řídící ústřednu. Národní podnik Tranzitní plynovod se tedy připravil na realizaci nového sídla a přizval ateliér Vojenského projektového ústavu, který vedl Jiří Eisenreich a jednoroční vojenskou službu v něm tehdy vykonával Václav Aulický. Byl tedy sestaven nový tvůrčí tým, který se skládal i z architektů původního návrhu. Dostal také nové zadání: dispečink transitního plynovodu, administrativní budovy Federálního ministerstva paliv a energetiky, obchody a provozovny služeb. Reprezentativní vnitřní prostory a venkovní kašnu v zahloubeném rohu u ulice Římská řešil architekt Ivo Loos ve spolupráci s Janem Fišeremem. Ocelové skelety budov řešil konstruktér Jiří Kozák se spolupracovníkem Josefem Tomáškem.

### Výstavba
Výstavba objektu probíhala v letech 1972 až 1978, dodavatelem byl národní podnik Průmyslové stavby Gottwaldov. Jako první byla v roce 1974 dokončena hlavní část – samotný dispečink, což byla výškou nejnižší, avšak nejdůležitější budova komplexu. Do roku 1978 byly dokončeny obě kancelářské věžové budovy odkloněné od Vinohradské třídy.

### Záměr demolice
V srpnu 2014 projevila zájem o pozemek budovy Transgasu investorská skupina HB Reavis slovenského miliardáře Ivana Chrenka se záměrem celou stavbu zdemolovat a vytvořit zde moderní kancelářské centrum. To by mělo šest až osm nadzemních podlaží a zelený vnitroblok.
V reakci na to se na podnět Klubu za starou Prahu kauzou zabýval Národní památkový ústav. Ačkoli byl objekt v dokumentu „Územně analytické podklady hl. m. Prahy“ ÚRM z roku 2007 jmenován mezi architektonicky významnými stavbami kategorie A, které si při navrhování změn územního plánu zasluhují obzvláštní respekt, NPÚ návrh na zařazení mezi kulturní památky nedoporučil a Ministerstvo Kultury ČR v roce 2016 návrh zcela zamítlo. V oficiálním zápisu bylo uvedeno: „Architektonické kvality stávající budovy nevyvažují jeho závažné urbanistické nedostatky“.

### Demolice

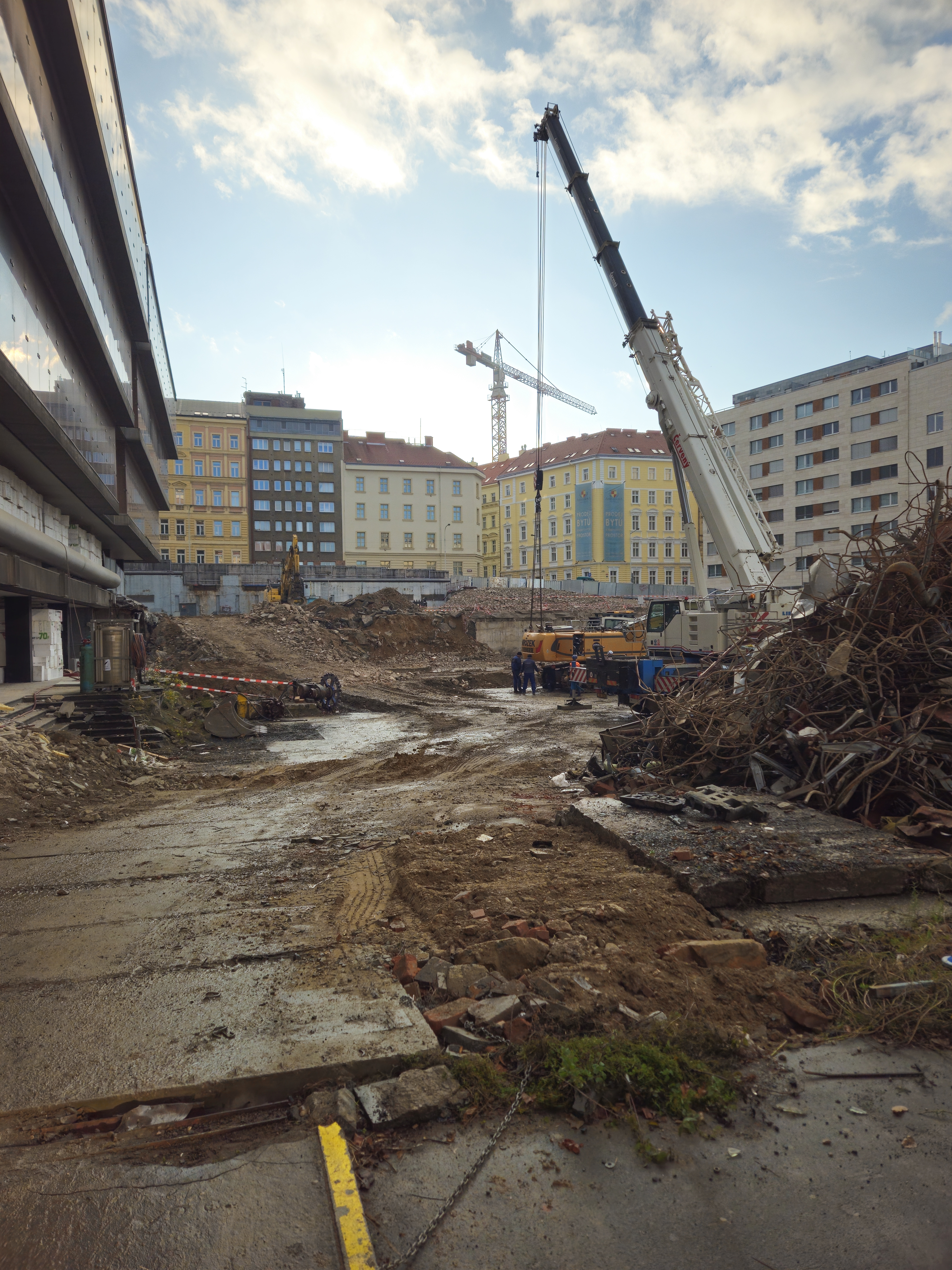
Demolice budovy

V roce 2017 se budova začala vyklízet, a začaly přípravy na demolici. Majitel HB Reavis v červenci 2018 požádal Stavební úřad Prahy 2 o povolení k demolici. V lednu 2019 stavební úřad povolení k demolici dal. Proti povolení demolice se nikdo neodvolal, takže 1. února 2019 vstoupilo v platnost. Nové vedení Prahy od podzimu 2018 se snažilo budovu na poslední chvíli od developera odkoupit, ten však odkup nabídl za více než 1,5 miliardy korun, což vedení odmítlo. Kolem 15. února 2019 začala demolice, nejdříve byla odstraněna kašna, vchodový přístřešek a několik prvků na fasádě budovy.Později začala být celá budova rozebírána.

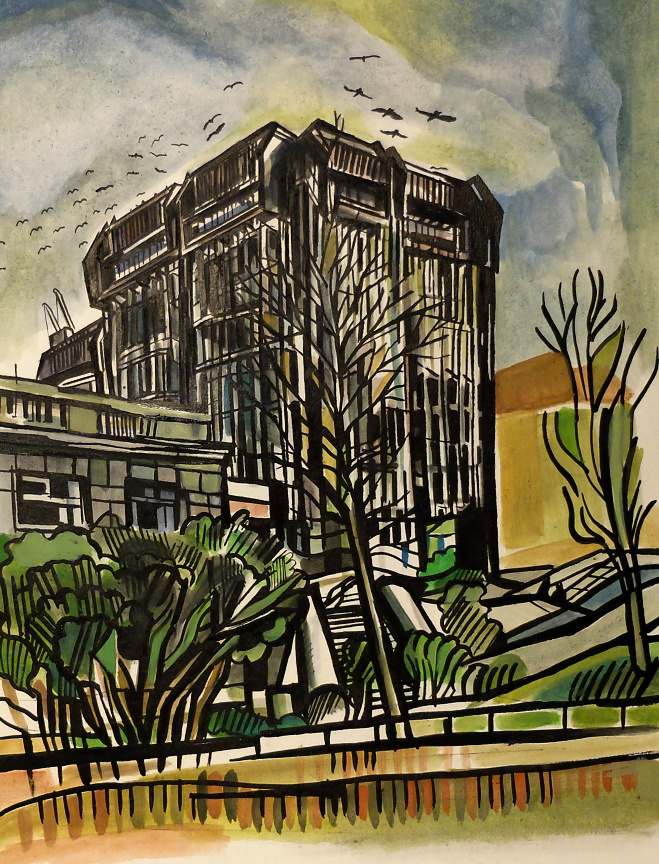
Filip Buryán: Transgas, akvarel a tuš na papíře, 42 x 29,7 cm, 2018

HB Reavis pak od projektu Vinohradská 8 upustil, s tím že opouští svoje pražské aktivity a nabídl svoje budovy Transgasu na prodej. V září 2019, ale oznámil, že z prodeje sešlo a že hodlá pokračovat v původním záměru. Do února 2020 byl pak objekt zbourán.
V dubnu 2021 prodal HB Reavis pozemek po bývalém Transgasu společnosti PSN za 870 milionů korun. PSN plánuje na místě vystavět novou budovu, kde budou byty, administrativní prostory, obchody a služby.

## Vpopulární kultuře
Budova Transgasu se objevila i v jedné z nejoblíbenějších českých televizních komedií Vesničko má, středisková. Ve filmu je scéna, kdy si jde jeden z hlavních hrdinů filmu, závozník Otík Rákosník, dohodnout výměnu panelového bytu v Praze na Jižním Městě za svoji rodnou chalupu v Křečovicích. V této scéně jsou dobře patrné i některé interiéry v původním stavu z 80. let.
Transgas se též objevil ve 4. dílu televizního detektivního seriálu Vraždy v kruhu nazvaném Vítěz nejde do finále. Major Holina (Ivan Trojan) přichází vyšetřovat vraždu do televize. V záběrech je vidět původní schodiště v budově dispečinku a vnitřek spojovacích tubusů mezi dispečinkem a věžovými budovami.
Různé části komplexu budov Transgas se objevují i na začátku pohádkového filmu Kaňka do pohádky od režiséra Oty Kovala z roku 1981. Všechny děti si ve škole vyzvednou rodiče, ale pro osmiletou Vendulku (Žaneta Fuchsová) nikdo nepřijde a tak musí sama domů. Přistane jí u nohou vlaštovka se vzkazem Miluju tě. Vendulka ji hodí dál, další zase dál. V těchto počátečních scénách jsou vidět některé části Transgasu, tak jak vypadal na počátku 80. let 20. století.
V roce 2018 se budova Transgas objevila v reklamě americké firmy Apple na iPhone XR, spolu s dalšími brutalistními stavbami v Praze.

## Fotogalerie

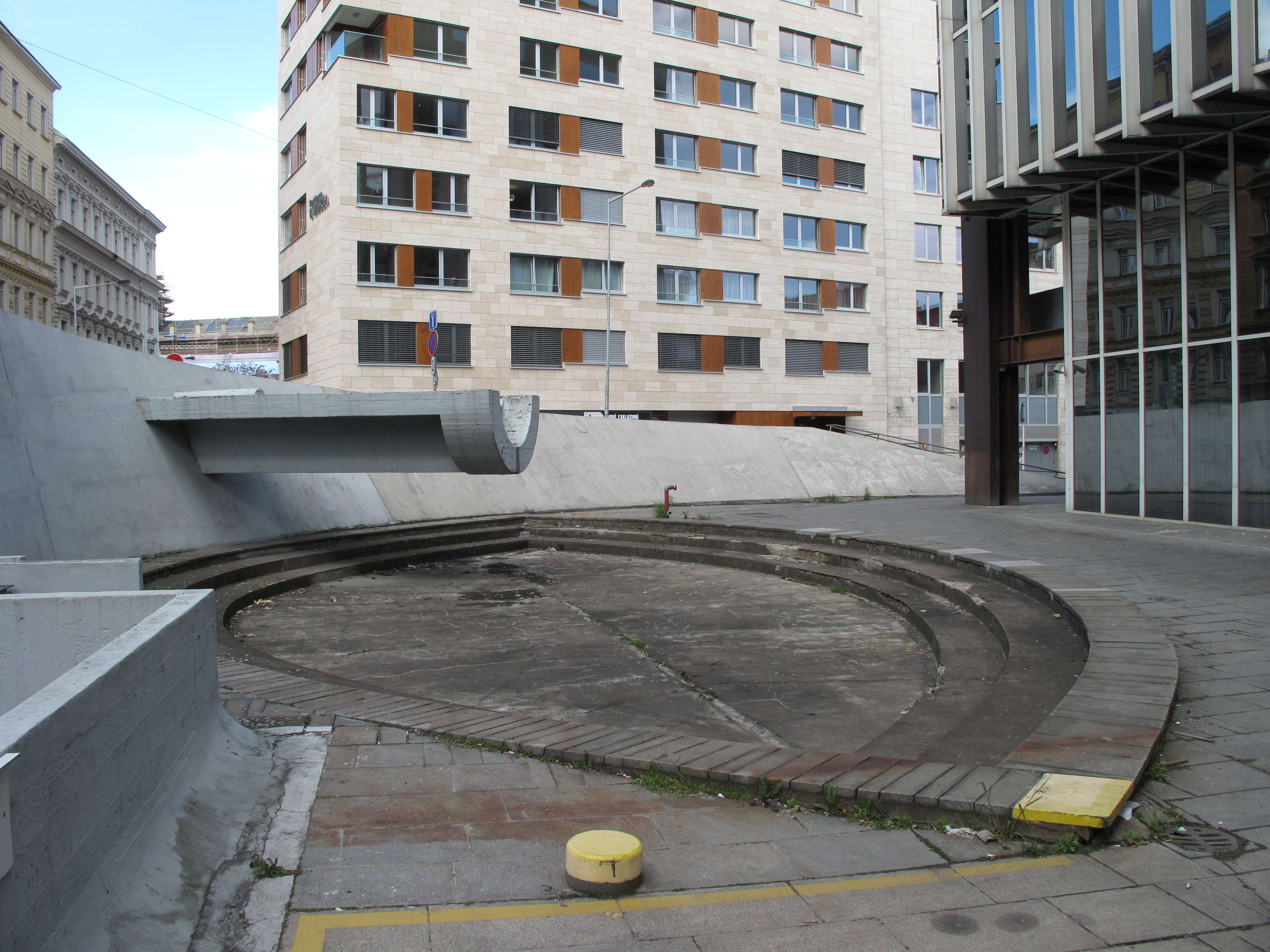
Již nefunkční fontána, 2017
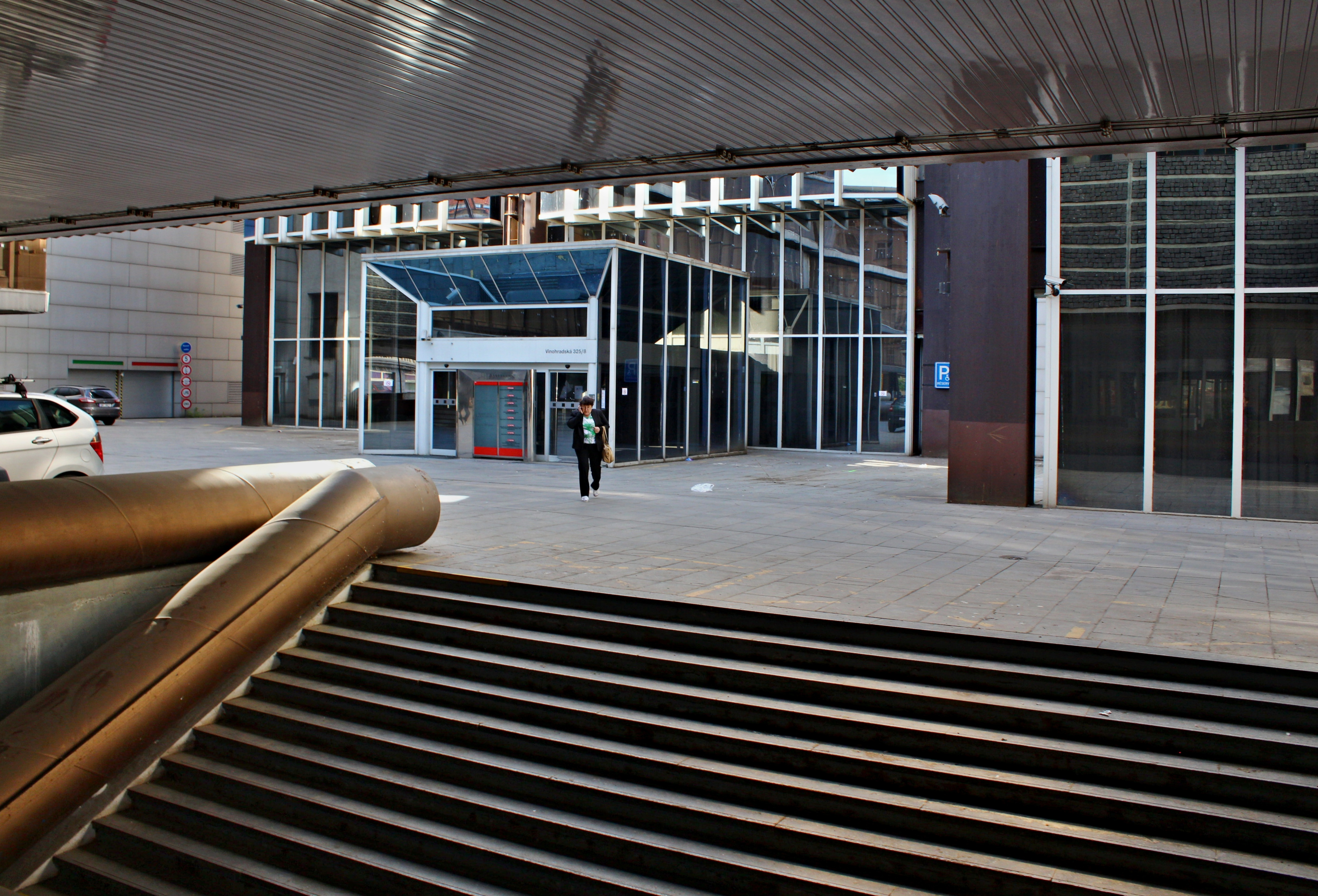
Schodiště v podchodu, 2017
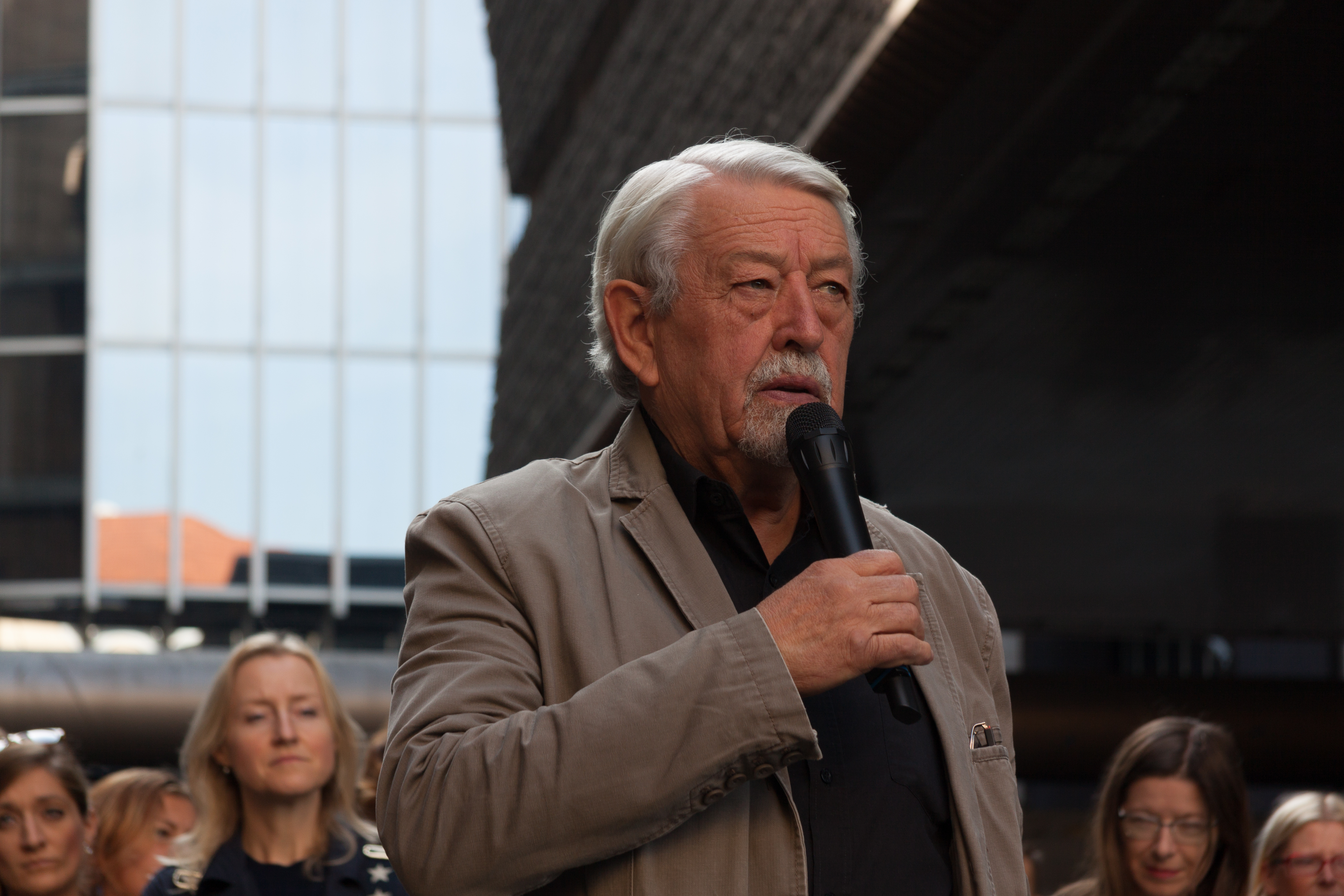
Architekt Václav Aulický při poslední komentované prohlídce Transgasu 7. října 2018
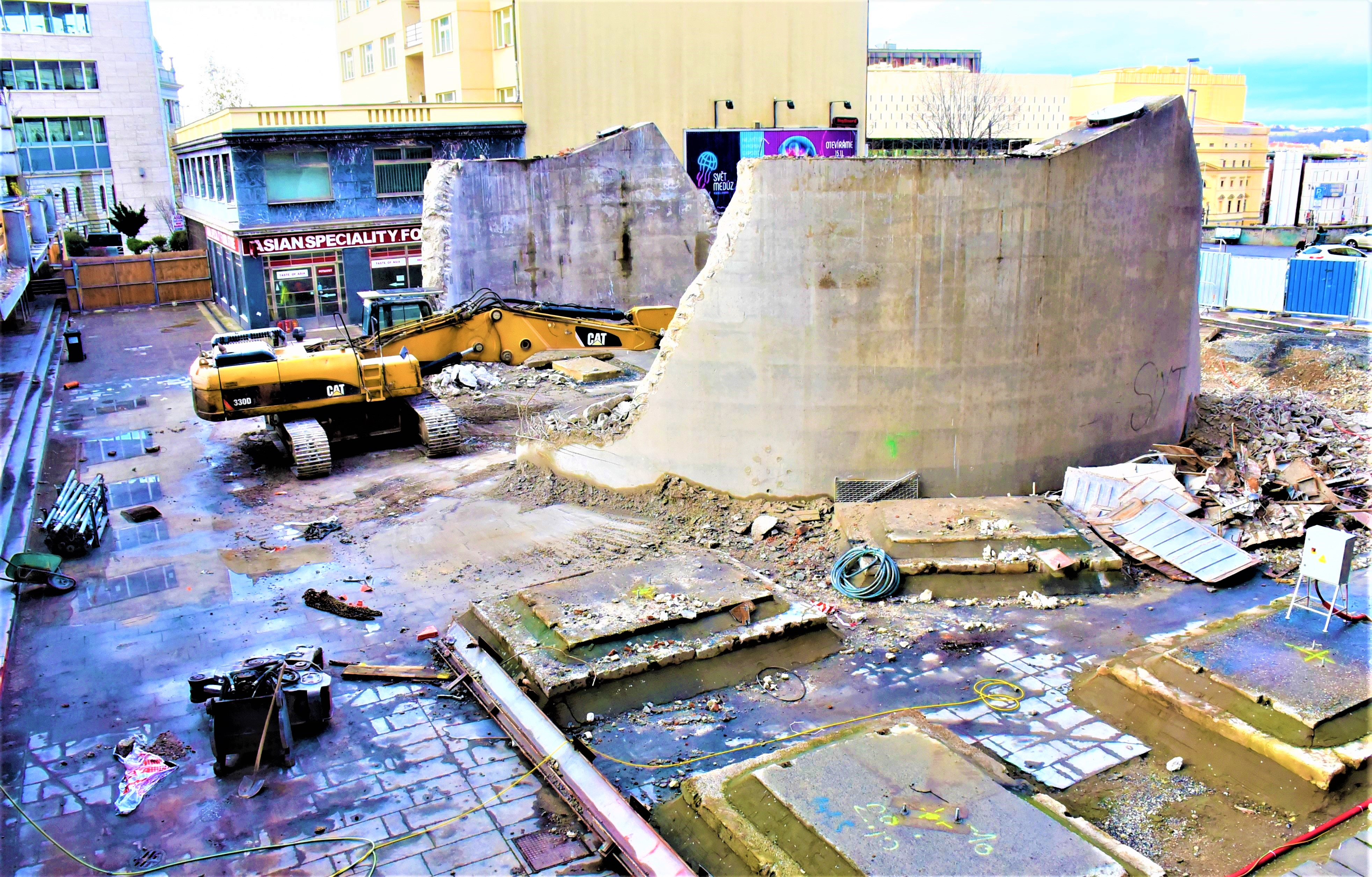
Bourání dispečinku, 2019